# Skattetillägg
Skattetillägg är i Sverige en administrativ avgift som påförs den som lämnat oriktig uppgift i deklaration eller skönsbeskattats. Skattetillägget är 40% av den inkomstskatt och 20% av den moms eller de arbetsgivaravgifter som undanhållits. Skattetillägg som påförs till följd av periodiseringsfel kan vara 10, 5 eller 2%.
Enligt intern svensk lagstiftning har skattetillägg ursprungligen formellt setts som en förvaltningsrättslig avgift utan krav på uppsåt eller oaktsamhet och har därför inte ansetts vara en straffrättslig påföljd. Man har därför tidigare, utöver skattetillägget, kunnat få ett vanligt straff i form av böter eller fängelse för skattebrott. Ett skattetillägg döms inte ut av en domstol utan utkrävs av Skatteverket. Beslutet kan överklagas. Motsvarande avgifter finns i flera länder, till exempel "tilleggsskatt" i Norge.
Av Europadomstolens praxis framgår emellertid att mål avseende skattetillägg gäller anklagelser för brott i Europakonventionens mening och att artikel 6.1 i konventionen alltså är tillämplig på sådana mål. Skattetillägg är med andra ord ett straff i konventionens mening. Detta aktualiserade frågan om det svenska systemet står i överensstämmelse förbudet mot dubbel lagföring av samma gärning, som bland annat framgår av artikel 4 i Europakonventionens tilläggsprotokoll nummer 7. Principen att man inte ska kunna dömas två gånger för samma brott har dock varit föremål för prövning av de högsta nationella domstolarna i Sverige. Regeringsrätten fann ursprungligen i RÅ 2009 ref. 94 att det svenska förfarandet där såväl skattetillägg som påföljd för skattebrott kan åläggas en enskild avseende samma oriktiga uppgift vid taxeringen inte strider mot Europakonventionens förbud mot dubbelbestraffning. Högsta domstolen kom vidare i NJA 2010 s. 168 I och II till samma slutsats.  EU-domstolen uttalade emellertid därefter att Sverige, med hänsyn till förbudet mot dubbel lagföring enligt rättighetsstadgan, inte får tillämpa dubbla sanktioner av "straffrättslig karaktär" i skattemål och underkände vidare det krav på "klart stöd" som Högsta domstolen baserade sina avgöranden på. Högsta domstolen har, bland annat med hänvisning till den domen från EU-domstolen, i en uppmärksammad så kallad plenumdom meddelad i juni 2013, slutligt slagit fast att den som ålagts att betala skattetillägg därefter inte kan dömas för skattebrott eftersom detta strider mot förbudet mot dubbel lagföring..
I juli 2013 beviljades ett stort antal tidigare fängelsedömda skattebrottslingar inhibition av Högsta domstolen, och släpptes från sina fängelsestraff. Det rörde sig om dömda som också fått skattetillägg, och som begärt resning, och som beviljades inhibition redan innan beslut om resning meddelats.